# Place Wilhelmine
Pour les articles homonymes, voir Wilhelmine.
La place Wilhelmine ou place Wilhelmina (en néerlandais : Wilhelminaplein) est une place du quartier Sud de la commune néerlandaise de Rotterdam.

## Situation et accès
La place Wilhelmina se trouve à l'extrémité sud du pont Érasme et fait partie du district Kop van Zuid qui a été développé au début des années 1990.
Ce site est desservi par la station de métro Wilhelminaplein.

## Origine du nom
La place Wilhelmine a été baptisée en l'honneur de la reine Wilhelmine des Pays-Bas qui régna entre 1890 et 1948.

## Bâtiments remarquables et lieux de mémoire
Sur la place se trouvent le tribunal rotterdamois, l'administration fiscale des Pays-Bas et le nouveau théâtre Luxor. Sous la place Wilhelmine se situe depuis 1997 une station de métro du même nom.